# Министерство социальных служб Австралии
Министерство социальных служб Австралии отвечает за оказание спектра услуг социального обеспечения, социального обслуживания, здравоохранения и других услуг со стороны австралийского правительства.